# Моя жизнь (Троцкий)
«Моя жизнь: Опыт автобиографии» — автобиография Льва Троцкого (1879—1940) — революционера, одного из организаторов Октябрьской революции, сыгравшего ключевую роль в создании Красной армии. Была написана им в период проживания в Алма-Ате и Турции; впервые опубликована в 1929—1930 годах. По мнению биографов автора, книга является одной из лучших среди произведений бывшего наркома и представляет интерес для самой широкой читательской аудитории. Эта «полемическая» работа содержит важные исторические детали Октябрьских событий и имеет ярко выраженную антисталинскую направленность — в ней советский лидер впервые описан как «выдающаяся посредственность». Книга переведена на многие языки мира; впервые легально издана в СССР в 1991 году.

## Описание и история
После высылки из СССР (по прибытии в Турцию) Лев Троцкий возобновил работу, которую начал ещё в алма-атинской ссылке, с целью представить всем заинтересованным лицам свой жизненный путь: от рассказа о родителях до событий 1930 года. «Троцкий засел за подробные мемуары». Книга «Моя жизнь» была написана «в один присест и завершена в течение нескольких месяцев». Сам Троцкий писал в предисловии, что «самая возможность появления её в свет создана паузой в активной политической деятельности автора». Об интенсивной работе отца писал и сын бывшего наркома Лев Седов: «У нас без перемен. Старик [Троцкий] много работает — подготовляет книги для печати».
В архиве НКВД сохранился небольшой листок со списком потенциальных названий рукописи: «Полвека (1879—1929). Опыт автобиографии», «Приливы и отливы. Автобиография революционера», «На службе революции. Опыт автобиографии», «Жизнь в борьбе. Автобиография революционера», а также «Жить — значит бороться. Автобиография революционера».

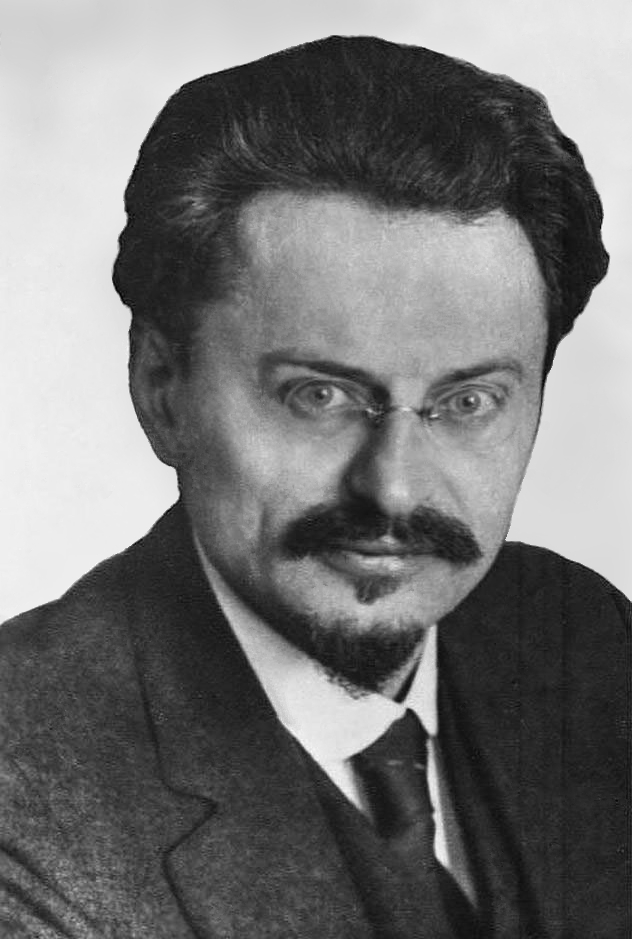
Лев Троцкий в 1929 году

Рукописью автобиографии немедленно заинтересовались американские и английские издатели, выдав автору аванс в семь тысяч долларов. Уже в 1930 году «Моя жизнь» была переведена на английский и выпущена в США и в Великобритании. Спустя всего год американское издательство опубликовало её дополнительный тираж. Тогда же мемуары революционера были изданы во Франции, Испании, Чехословакии и Польше (издательская компания «Bibljon»): причём в Варшаве они появились не только на польском языке, но и на идиш. Два года спустя, в 1932 году, «победоносное шествие» мемуаров Троцкого продолжилось в Китае; книга стала бестселлером, обеспечив финансовую стабильность семьи революционера.
Русскоязычное издательство «Гранит», располагавшееся в столице Веймарской республики Берлине, подписало договор с Львом Давидовичем об издании книги в двух томах: это произошло уже в 1930 году, хотя в выходных данных значится следующий, 1931-й год. Утверждается, что книгоиздатель получал неплохую прибыль, хотя не чувствовал себя в безопасности в условиях всё более яростной «кампании ненависти», нагнетаемой советскими властями в отношении Троцкого. Не остались в стороне от этой травли еврея-коммуниста и национал-социалисты, набиравшие силу в Германии. При этом сам автор позже объяснял большие объёмы продаж автобиографии тем, что её экземпляры покупали агенты советских спецслужб — с целью их уничтожения.
С 1930 года мемуары, написанные Троцким, «стали жить своей жизнью»: «пропутешествовав по языкам, странам и континентам», они спустя много лет смогли дойти и до Советского Союза, где были впервые опубликованы в 1991 году (подписано в печать в сентябре 1990). По мнению историка Юрия Емельянова, высказанному в 1990 году, советские «запреты на знакомство» с автобиографией Троцкого обосновывались так: «раз Вы читаете троцкистскую литературу, значит вы заражаетесь троцкистскими взглядами… превращаетесь в троцкиста».

## Критика
Ведущий научный сотрудник Санкт-Петербургского института истории Российской Академии наук Владимир Черняев считал, что «Моя жизнь» обосновывала право автора считаться ближайшим соратником Ленина и позволяла «свести счёты» с бывшими соратниками по партии. По мнению авторов четырёхтомной биографии Троцкого Юрия Фельштинского и Георгия Чернявского, «полемические» мемуары Троцкого обладали «всеми достоинствами и недостатками, которые присущи воспоминаниям как жанру»: книга была «субъективна и пристрастна», что, правда, и не отрицалось автором. В то же время «захватывающие мемуары Троцкого, увлекающие читателя с первых страниц», были написаны «маэстро элегантной прозы» и «мастером слова» живым, свободным языком с привлечением множества литературных приёмов и были точны в фактологическом отношении: в них почти невозможно обнаружить неточностей в датах, именах и общей канве событий.
Стиль автора был отмечен и нобелевским лауреатом Франсуа Мориаком: он сравнивал Троцкого, проявившего в автобиографии свой писательский талант, со Львом Толстым и Максимом Горьким. Французский писатель считал, что — если бы Лев Давидович не избрал «революционную карьеру» — он вполне мог бы занять достойное место в череде великих русских писателей.
Биографы революционера утверждали, что «двухтомник представлял собой персонифицированную историю российского революционного движения». Особенно интересна часть, касающаяся советского периода жизни Троцкого: в ней «ярко и детально» описывалась внутрипартийная борьба 1923—1927 годов и разъяснялась политическая позиция автора. Фельштинский и Чернявский также сообщали, что важнейшими недостатками работы были, во-первых, «концентрация внимания автора» на собственной персоне, и, во-вторых, «не вполне искренняя» идеализация образа Владимира Ленина и всего ленинского периода в истории Советской России.
С ними согласны и анонимные авторы обзора книги, опубликованного в связи с её изданием в Британии в Journal of the Royal Institute of International Affairs: не обвиняя автора в прямой фальсификации (скорее, в «минимизации прошлых разногласий»), они обращают внимание, что у читателя, не знакомого со всеми перипетиями межфракционной борьбы в РСДРП в начале XX века, может сложиться впечатление, что Троцкий долгие годы был ближайшим другом и верным соратником В. И. Ленина:
|  | Но непосвящённый читатель, обольщённый ярким стилем и умелым расположением «света и тени», мог бы легко составить впечатление, что со времени их первого знакомства между Лениным и Троцким была установлена самая тесная дружба и сотрудничество — и что никакие серьёзных различия не разделяли их. |

Кроме того, они, отзываясь о последней главе книги, посвящённой «атакам» на буржуазные правительства Европы (которые регулярно отказывают Льву Давидовичу во въездной визе), задают риторический вопрос: было ли что-то фундаментально неверно в «политической карьере» главного героя, закончившейся потерей друзей и оставившей его в одиночестве турецкого изгнания?
Смутность описания детства главного героя, отсутствие подробностей (в частности, темы антисемитизма того времени) были отмечены в рецензии к изданию 1970-х годов. Историк Роберт Сервис, пользуясь архивом Троцкого после его открытия, находит, что в ходе редактирования текста автор пытался уменьшать количество эпизодов из его ранней жизни, напоминающих о «состоятельности» семьи Бронштейнов, а также об их еврейских корнях и связях. В автобиографии также оказались пропущены части, связанные с ролью Троцкого в подавлении Кронштадтского восстания и Тамбовского (Антоновского) мятежа. Выбор источников, в частности цитирование только «хвалебных» отзывов о бывшем наркоме, опубликованных Анатолием Луначарским, также вызывал вопросы. По образному выражения автора биографии революционера Рональда Сигала, процитированному историком Полем Ле Бланом в 2015 году, книга «похожа на оконную галерею, в которой только часть окон имеет прозрачные стёкла, другая часть — матовое стекло, некоторые — завешаны картинами, а есть и те, что заложены кирпичом».
Факт публикации автобиографии по заказу «берлинского буржуазного издателя» использовался советскими историками для борьбы с «троцкизмом» и в 1980-е годы, которые описывали книгу как «откровенно направленную против Ленина и большевизма»,.

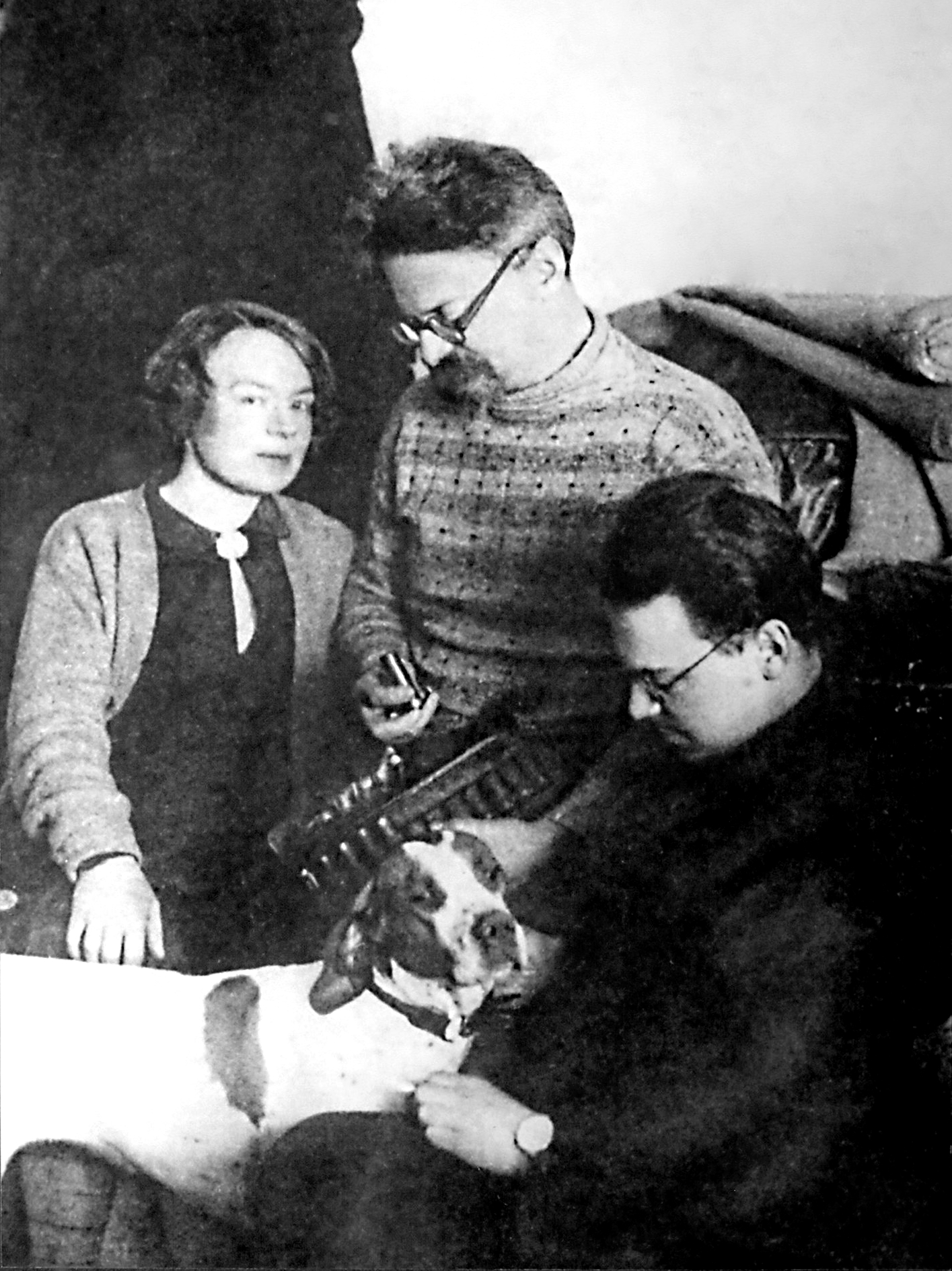
Троцкий, с женой и сыном, в ссылке в Алма-Ате (1928)

«Все американцы в голос кричат, что за чудесная книжка. Бедного Сталина, наверное, завидки берут, что не о нём, а о Вас кричат», — писала в 1930 году Елена Крыленко, переводившая труд Троцкого на английский. Старая знакомая Троцких — Анна Клячко — прочитав присланный ей экземпляр, отвечала автору: «Ваша личность, Лев Давидович, интересует и занимает всех, и вот Вы ярко, живо, пластично выступаете из своей книги, и всем ясно, что за человек, как работал, к чему стремился, и все то личное, что так занимает людей». Профессор Александр Каун, работавший над книгой о писателе Максиме Горьком, писал, что окончил читать американское издание воспоминаний Троцкого с сожалением: хотелось слушать автора «ценнейшего вклада в историю русской революции» ещё и ещё.
В обзоре «Моей жизни», опубликованном в связи с её американским изданием, профессор Волтер Карл Барнс называет книгу «одним из важнейших документов новой России». Он отмечает точность и детальность работы, особенно по сравнению с «расплывчатыми» воспоминаниями, написанными Александром Керенским и Сергеем Сазоновым. Профессор Владимир Мамонов в 1991 году называл «Мою жизнь» «интереснейшей [книгой], причём не только для специалистов». Николай Бердяев отозвался о книге как о произведении, «написанном для прославления Л. Троцкого как великого революционера и ещё более для унижения смертельного врага его Сталина как ничтожества и жалкого эпигона. Но написана она очень талантливо…». В книге Иосиф Сталин впервые назван «выдающейся посредственностью».
Биограф Троцкого, генерал Дмитрий Волкогонов отнёс «Мою жизнь» к одной из двух лучших книг, созданных Троцким (наравне с «Историей русской революции»): «даже если бы изгнанник не написал больше ничего… его имя навсегда бы осталось в ряду талантливых исторических писателей». Другой биограф революционера — Исаак Дойчер — также выделяет именно эти два «главных исторических сочинения» Троцкого. В послесловии американского издателя автобиографии, переведённом и на немецкий язык, отмечалась та горечь искреннего коммуниста, которая «читается между строк» в связи необходимостью для Троцкого вновь жить в ссылке, при том — в капиталистическом мире.

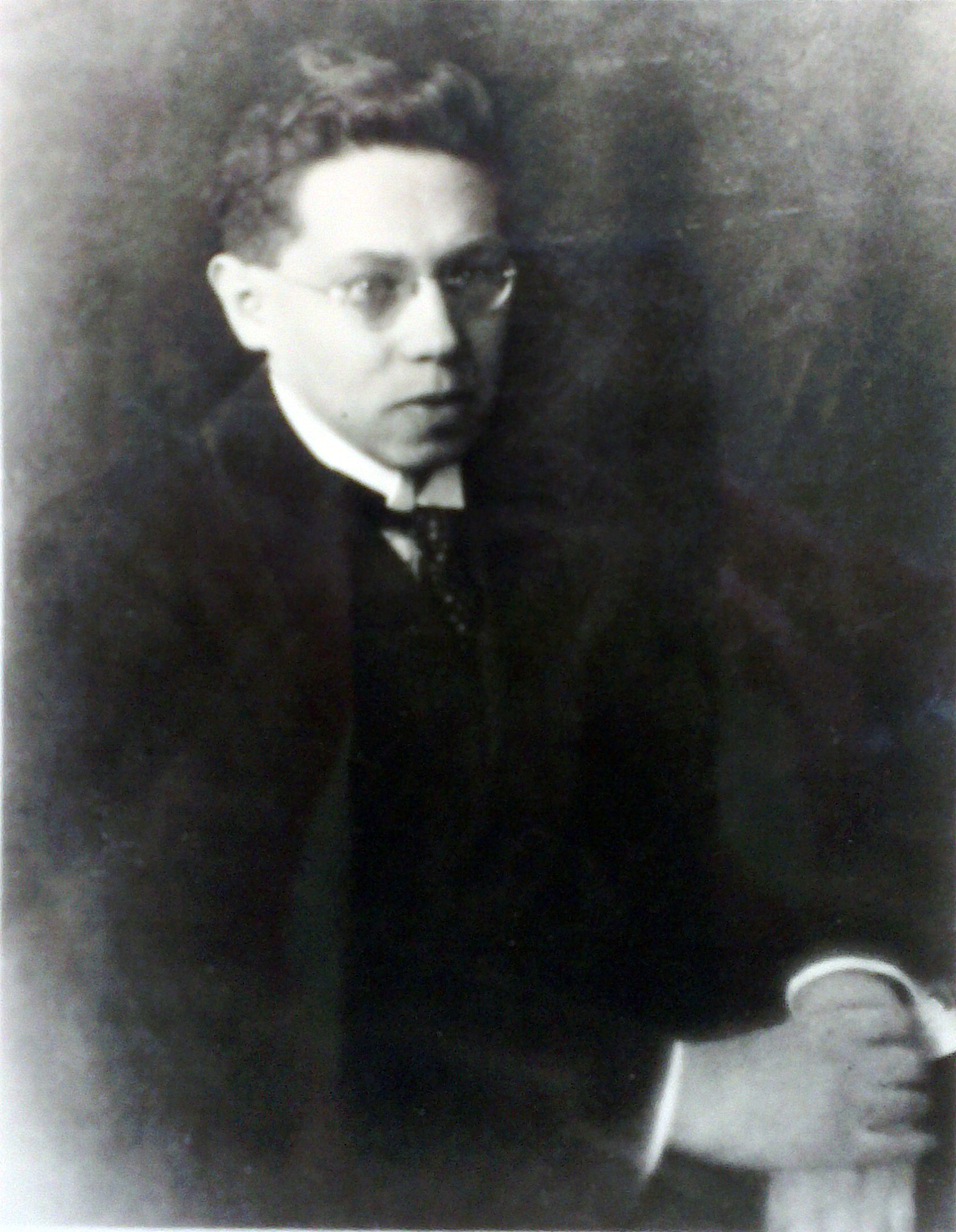
Л. Фейхтвангер в 1909 году

Немецкий писатель Лион Фейхтвангер, посетивший Москву в 1937 году и написавший после этого небольшую книгу, неоднозначно отзывался об автобиографии Троцкого:
Автобиография Троцкого… является произведением превосходного писателя… Но образа крупного государственного деятеля она не отражает.
Фейхтвангер обращал внимание на недостаток чувства меры у автора, его «парящую в воздухе» логику и отсутствие должных знаний о «человеческой сущности и человеческих возможностях». Он характеризовал книгу как «полную ненависти» и «страстно несправедливую», обвиняя бывшего наркома в соединении правды с вымыслом. По мнению немецкого писателя, Троцкий в своей книге «злобно отвергает» все заслуги Сталина.
В 1931 году в журнале «Пролетарская революция» появилась статья Иосифа Сталина «О некоторых вопросах истории большевизма», которую можно рассматривать как «ответ» советского лидера на «печатную продукцию Троцкого» (включая «Мою жизнь»). Основной смысл сталинской статьи сводился к необходимости прекращения всякой дискуссии по проблемам истории партии и революции:
Вот почему нельзя допускать литературную дискуссию с троцкистскими контрабандистами.

## Влияние на другие работы
Автобиография Троцкого, ставшая одним из важнейших источников для исследователей жизни, политической судьбы и творчества наркома, оказала огромное влияние на его последующих биографов: начиная с Исаака Дойчера, считавшего наркома «пророком» (см. Трилогия Дойчера) — до авторов конца XX и начала XXI века. Многие из них просто переписывали фактический материал о жизни революционера из его же книги, лишь адаптируя рассказанную Троцким версию событий к реалиям своего времени. Факты же о ранних годах основателя Красной армии до сих пор известны лишь по «Моей жизни».

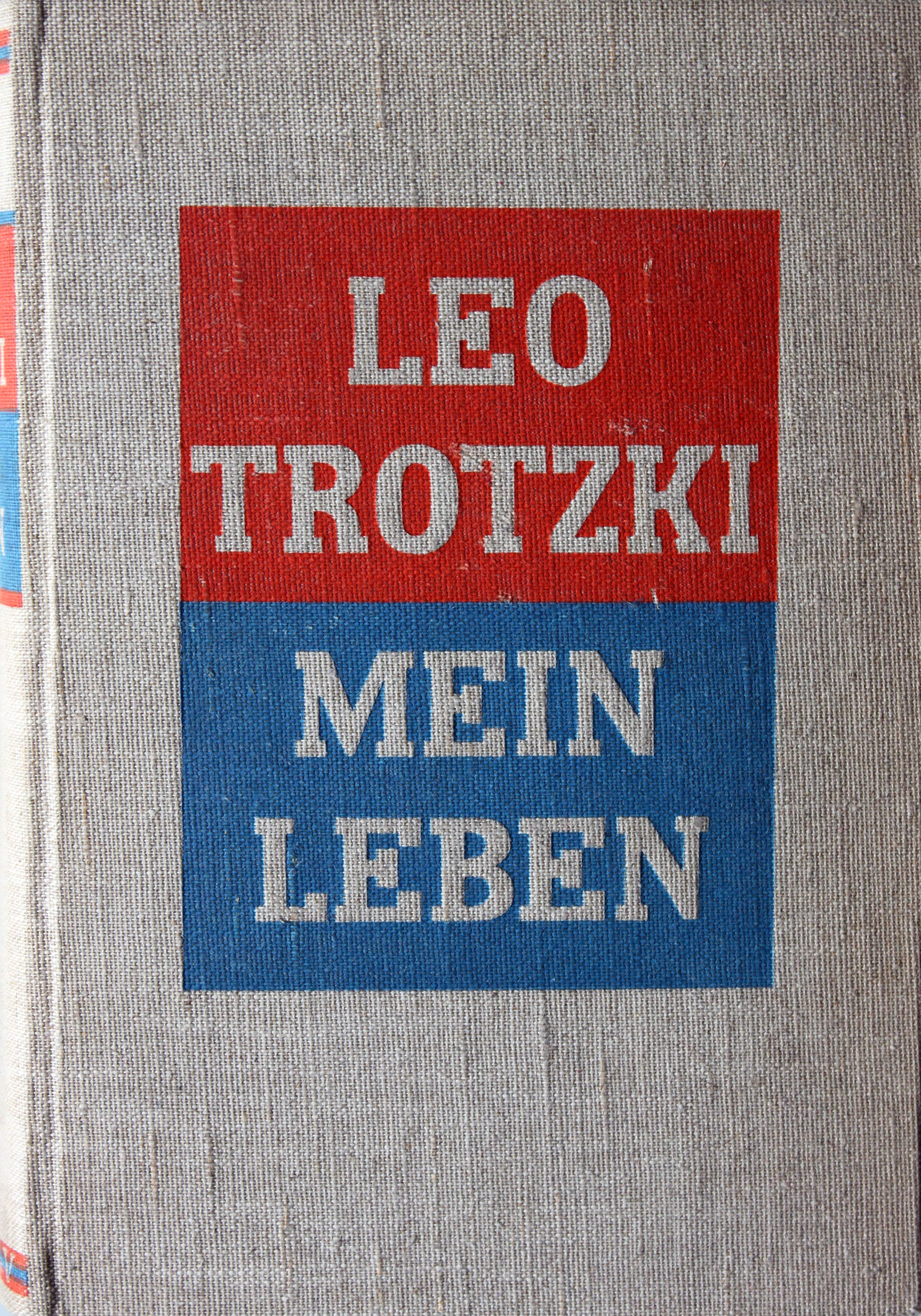
Обложка немецкого издания (1930)

## Переводы
Книга переведена на множество языков и издана практически по всему миру. Уже в 1930 году вышли переводы на английском, чешском, французском, итальянском, испанском и немецком. В 1969 году состоялось издание автобиографии в Иране, а в 1970-м в Турции.
На английский язык мемуары переводили «старые знакомые Троцкого»: Макс Истмен и его супруга Елена Истмен-Крыленко, писавшая, что работа над переводом «ничего, кроме гордости и радости, [ей] не доставило». Качество их перевода было отмечено одним из критиков книги.
В отличие от американских издателей, сохранивших авторский подзаголовок «Опыт автобиографии», лондонское издательство «Thorton Buttenworth» издало книгу с подзаголовком «Взлёт и падение диктатора» (англ. The Rise and Fall of a Dictator). Ещё большее недовольство Троцкого вызвал французский перевод и, в особенности, сопроводительные комментарии Мориса Донзеля-Парижанина, которые автор счёл «оскорблением»; судебный иск адвоката Льва Давидовича, однако, запоздал, поскольку парижское издательство «Rieder» успело выпустить тираж в продажу.

## Текст книги
- Автобиография на русском языке
- Автобиография на английском языке
- Автобиография на французском языке
- Автобиография на немецком языке
- Автобиография на польском языке